# Radford (Virginia)
Radford ist eine independent city im US-Bundesstaat Virginia. Die Stadt ist vom Montgomery County umgeben. Das U.S. Census Bureau hat bei der Volkszählung 2020 eine Einwohnerzahl von 16.070 ermittelt. Die Stadtfläche beträgt 26,4 km², davon ist 1 km² (3,63 %) Wasser und 25,4 km² Land. Radford liegt auf 641 m Seehöhe am New River. 
Die Stadt ist Sitz der Radford University, und nördlich von Redford befindet sich das Radford Army Ammunition Plant.

## Söhne und Töchter der Stadt
- Shayne Graham (* 1977), Footballspieler
- Richard Harding Poff (1923–2011), Jurist und Politiker
- Seka (* 1954), Pornodarstellerin